# 東京都の廃止市町村一覧
東京都の廃止市町村一覧 （とうきょうとのはいししちょうそんいちらん） は、東京都（1943年以前は東京府）における、市制・町村制施行（1889年5月1日）後に市町村合併や他の自治体に統合されることなどにより廃止した市区町村の一覧である。単なる名称の変更は対象としない。
- 町村が「町制」・「市制」を施行し町・市となるケース
  - 「市町村」以外の表記名を変更しなかった自治体は一覧に含まれない。（例：羽村町 → 羽村市）
  - 町制・市制を施行した際に名称を変更した場合も一覧に含まれない。（例：秋多町 → 秋川市）
- 市町村が名称変更した場合は一覧に含まれない。（例：新島本村 → 新島村）
- 所属郡・所属府都が変更になった場合は一覧に含まれない。（例：東京府 → 東京都）
- 市町村合併で廃止した市町村のケース
  - 編入合併した場合の、存続市町村は廃止に当たらないので一覧に含まれない。
  - 編入合併した場合の、廃止した市町村は一覧に含まれる。
  - 新設合併した場合の、廃止した市町村は一覧に含まれる。
  - 新設合併した場合の、名称が残った市町村も一覧に含まれる。（例：三宅村 → 三宅村）
- 東京都の区・特別区の廃止区は一覧に含まれる。（例：浅草区 → 台東区）
- 分割や分立をしたケース
  - 分割で廃止した市町村は一覧に含まれる。
  - 分立で存続した市町村は一覧に含まれない。（例：淵江村の一部 → 伊興村）

| 年            | 市の数 | 区の数 | 町の数 | 村の数 | 市区町村数 |
| ------------- | ------ | ------ | ------ | ------ | ---------- |
| 1889年5月1日  | 1      | 0      | 14     | 160    | 175        |
| 1943年7月1日  | 2      | 35     | 18     | 66     | 121        |
| 1953年10月1日 | 5      | 23     | 19     | 50     | 97         |
| 1961年6月1日  | 11     | 23     | 20     | 4      | 58         |
| 2000年1月1日  | 27     | 23     | 5      | 8      | 63         |
| 2001年1月21日 | 26     | 23     | 5      | 8      | 62         |

## 1909年以前
- 南多摩郡（旧）日野町 （1901年4月1日）南多摩郡日野町新設のため
- 南多摩郡桑田村 （1901年4月1日）南多摩郡日野町新設のため
- 北多摩郡（旧）中藤村 （1908年4月1日）北多摩郡中藤村新設のため
- 北多摩郡横田村 （1908年4月1日）北多摩郡中藤村新設のため

## 1910年代
- 南葛飾郡瑞穂村 （1913年1月1日）南葛飾郡瑞江村新設のため
- 南葛飾郡一之江村 （1913年1月1日）南葛飾郡瑞江村新設のため
- 南葛飾郡大木村 （1914年4月1日）南葛飾郡吾嬬町・本田村に分割編入のため
- 南葛飾郡平井村 （1914年4月1日）分割し、南葛飾郡小松川町新設、奥戸村に編入のため
- 南葛飾郡船堀村 （1914年4月1日）分割し、南葛飾郡小松川町新設、松江村に編入のため
- 南葛飾郡小松川村 （1914年4月1日）南葛飾郡小松川町新設のため
- 北多摩郡中藤村 （1917年4月1日）北多摩郡村山村新設のため
- 北多摩郡三ツ木村 （1917年4月1日）北多摩郡村山村新設のため
- 北多摩郡岸村 （1917年4月1日）北多摩郡村山村新設のため
- 西多摩郡（旧）五日市町 （1918年12月1日）西多摩郡五日市町新設のため
- 西多摩郡三ッ里村 （1918年12月1日）西多摩郡五日市町新設のため
- 西多摩郡明治村 （1918年12月1日）西多摩郡五日市町新設のため
- 北多摩郡高木村 （1919年11月1日）北多摩郡大和村新設のため
- 北多摩郡清水村 （1919年11月1日）北多摩郡大和村新設のため
- 北多摩郡奈良橋村 （1919年11月1日）北多摩郡大和村新設のため
- 北多摩郡蔵敷村 （1919年11月1日）北多摩郡大和村新設のため
- 北多摩郡芋窪村 （1919年11月1日）北多摩郡大和村新設のため
- 北多摩郡狭山村 （1919年11月1日）北多摩郡大和村新設のため

## 1920年代
- 豊多摩郡内藤新宿町 （1920年4月1日）東京市四谷区に編入のため
- 西多摩郡菅生村 （1921年4月1日）西多摩郡多西村新設のため
- 西多摩郡草花村 （1921年4月1日）西多摩郡多西村新設のため
- 西多摩郡原小宮村 （1921年4月1日）西多摩郡多西村新設のため
- 西多摩郡瀬戸岡村 （1921年4月1日）西多摩郡多西村新設のため
- 北多摩郡大神村 （1928年1月1日）北多摩郡昭和村新設のため
- 北多摩郡中神村 （1928年1月1日）北多摩郡昭和村新設のため
- 北多摩郡築地村 （1928年1月1日）北多摩郡昭和村新設のため
- 北多摩郡宮沢村 （1928年1月1日）北多摩郡昭和村新設のため
- 北多摩郡福島村 （1928年1月1日）北多摩郡昭和村新設のため
- 北多摩郡上川原村 （1928年1月1日）北多摩郡昭和村新設のため
- 北多摩郡田中村 （1928年1月1日）北多摩郡昭和村新設のため
- 北多摩郡郷地村 （1928年1月1日）北多摩郡昭和村新設のため

## 1930年代
- 荏原郡品川町 （1932年10月1日）東京市に編入のため（品川区新設）
- 荏原郡大崎町 （1932年10月1日）東京市に編入のため（品川区新設）
- 荏原郡大井町 （1932年10月1日）東京市に編入のため（品川区新設）
- 荏原郡荏原町 （1932年10月1日）東京市に編入のため（荏原区新設）
- 荏原郡目黒町 （1932年10月1日）東京市に編入のため（目黒区新設）
- 荏原郡碑衾町 （1932年10月1日）東京市に編入のため（目黒区新設）
- 荏原郡大森町 （1932年10月1日）東京市に編入のため（大森区新設）
- 荏原郡入新井町 （1932年10月1日）東京市に編入のため（大森区新設）
- 荏原郡東調布町 （1932年10月1日）東京市に編入のため（大森区新設）
- 荏原郡池上町 （1932年10月1日）東京市に編入のため（大森区新設）
- 荏原郡馬込町 （1932年10月1日）東京市に編入のため（大森区新設）
- 荏原郡羽田町 （1932年10月1日）東京市に編入のため（蒲田区新設）
- 荏原郡蒲田町 （1932年10月1日）東京市に編入のため（蒲田区新設）
- 荏原郡六郷町 （1932年10月1日）東京市に編入のため（蒲田区新設）
- 荏原郡矢口町 （1932年10月1日）東京市に編入のため（蒲田区新設）
- 荏原郡世田ヶ谷町 （1932年10月1日）東京市に編入のため（世田谷区新設）
- 荏原郡駒沢町 （1932年10月1日）東京市に編入のため（世田谷区新設）
- 荏原郡玉川村 （1932年10月1日）東京市に編入のため（世田谷区新設）
- 荏原郡松沢村 （1932年10月1日）東京市に編入のため（世田谷区新設）
- 豊多摩郡淀橋町 （1932年10月1日）東京市に編入のため（淀橋区新設）
- 豊多摩郡大久保町 （1932年10月1日）東京市に編入のため（淀橋区新設）
- 豊多摩郡落合町 （1932年10月1日）東京市に編入のため（淀橋区新設）
- 豊多摩郡戸塚町 （1932年10月1日）東京市に編入のため（淀橋区新設）
- 豊多摩郡渋谷町 （1932年10月1日）東京市に編入のため（渋谷区新設）
- 豊多摩郡千駄ヶ谷町 （1932年10月1日）東京市に編入のため（渋谷区新設）
- 豊多摩郡代々幡町 （1932年10月1日）東京市に編入のため（渋谷区新設）
- 豊多摩郡中野町 （1932年10月1日）東京市に編入のため（中野区新設）
- 豊多摩郡野方町 （1932年10月1日）東京市に編入のため（中野区新設）
- 豊多摩郡杉並町 （1932年10月1日）東京市に編入のため（杉並区新設）
- 豊多摩郡和田堀町 （1932年10月1日）東京市に編入のため（杉並区新設）
- 豊多摩郡井荻町 （1932年10月1日）東京市に編入のため（杉並区新設）
- 豊多摩郡高井戸町 （1932年10月1日）東京市に編入のため（杉並区新設）
- 北豊島郡南千住町 （1932年10月1日）東京市に編入のため（荒川区新設）
- 北豊島郡日暮里町 （1932年10月1日）東京市に編入のため（荒川区新設）
- 北豊島郡三河島町 （1932年10月1日）東京市に編入のため（荒川区新設）
- 北豊島郡尾久町 （1932年10月1日）東京市に編入のため（荒川区新設）
- 北豊島郡滝野川町 （1932年10月1日）東京市に編入のため（滝野川区新設）
- 北豊島郡王子町 （1932年10月1日）東京市に編入のため（王子区新設）
- 北豊島郡岩淵町 （1932年10月1日）東京市に編入のため（王子区新設）
- 北豊島郡巣鴨町 （1932年10月1日）東京市に編入のため（豊島区新設）
- 北豊島郡西巣鴨町 （1932年10月1日）東京市に編入のため（豊島区新設）
- 北豊島郡高田町 （1932年10月1日）東京市に編入のため（豊島区新設）
- 北豊島郡長崎町 （1932年10月1日）東京市に編入のため（豊島区新設）
- 北豊島郡板橋町 （1932年10月1日）東京市に編入のため（板橋区新設）
- 北豊島郡上板橋村 （1932年10月1日）東京市に編入のため（板橋区新設）
- 北豊島郡志村 （1932年10月1日）東京市に編入のため（板橋区新設）
- 北豊島郡練馬町 （1932年10月1日）東京市に編入のため（板橋区新設）
- 北豊島郡赤塚村 （1932年10月1日）東京市に編入のため（板橋区新設）
- 北豊島郡中新井村 （1932年10月1日）東京市に編入のため（板橋区新設）
- 北豊島郡上練馬村 （1932年10月1日）東京市に編入のため（板橋区新設）
- 北豊島郡石神井村 （1932年10月1日）東京市に編入のため（板橋区新設）
- 北豊島郡大泉村 （1932年10月1日）東京市に編入のため（板橋区新設）
- 南足立郡千住町 （1932年10月1日）東京市に編入のため（足立区新設）
- 南足立郡梅島町 （1932年10月1日）東京市に編入のため（足立区新設）
- 南足立郡西新井町 （1932年10月1日）東京市に編入のため（足立区新設）
- 南足立郡綾瀬村 （1932年10月1日）東京市に編入のため（足立区新設）
- 南足立郡東渕江村 （1932年10月1日）東京市に編入のため（足立区新設）
- 南足立郡花畑村 （1932年10月1日）東京市に編入のため（足立区新設）
- 南足立郡渕江村 （1932年10月1日）東京市に編入のため（足立区新設）
- 南足立郡伊興村 （1932年10月1日）東京市に編入のため（足立区新設）
- 南足立郡舎人村 （1932年10月1日）東京市に編入のため（足立区新設）
- 南足立郡江北村 （1932年10月1日）東京市に編入のため（足立区新設）
- 南葛飾郡隅田町 （1932年10月1日）東京市に編入のため（向島区新設）
- 南葛飾郡寺島町 （1932年10月1日）東京市に編入のため（向島区新設）
- 南葛飾郡吾嬬町 （1932年10月1日）東京市に編入のため（向島区新設）
- 南葛飾郡亀戸町 （1932年10月1日）東京市に編入のため（城東区新設）
- 南葛飾郡大島町 （1932年10月1日）東京市に編入のため（城東区新設）
- 南葛飾郡砂町 （1932年10月1日）東京市に編入のため（城東区新設）
- 南葛飾郡南綾瀬町 （1932年10月1日）東京市に編入のため（葛飾区新設）
- 南葛飾郡本田町 （1932年10月1日）東京市に編入のため（葛飾区新設）
- 南葛飾郡奥戸町 （1932年10月1日）東京市に編入のため（葛飾区新設）
- 南葛飾郡新宿町 （1932年10月1日）東京市に編入のため（葛飾区新設）
- 南葛飾郡金町 （1932年10月1日）東京市に編入のため（葛飾区新設）
- 南葛飾郡亀青村 （1932年10月1日）東京市に編入のため（葛飾区新設）
- 南葛飾郡水元村 （1932年10月1日）東京市に編入のため（葛飾区新設）
- 南葛飾郡小松川町 （1932年10月1日）東京市に編入のため（江戸川区新設）
- 南葛飾郡小岩町 （1932年10月1日）東京市に編入のため（江戸川区新設）
- 南葛飾郡松江町 （1932年10月1日）東京市に編入のため（江戸川区新設）
- 南葛飾郡鹿本村 （1932年10月1日）東京市に編入のため（江戸川区新設）
- 南葛飾郡瑞江村 （1932年10月1日）東京市に編入のため（江戸川区新設）
- 南葛飾郡篠崎村 （1932年10月1日）東京市に編入のため（江戸川区新設）
- 南葛飾郡葛西村 （1932年10月1日）東京市に編入のため（江戸川区新設）
- 北多摩郡砧村 （1936年10月1日）東京市世田谷区に編入のため
- 北多摩郡千歳村 （1936年10月1日）東京市世田谷区に編入のため

## 1940年代
- 西多摩郡福生村 （1940年11月10日）西多摩郡福生町新設のため
- 西多摩郡熊川村 （1940年11月10日）西多摩郡福生町新設のため
- 西多摩郡箱根ヶ崎村 （1940年11月10日）西多摩郡瑞穂町新設のため
- 西多摩郡石畑村 （1940年11月10日）西多摩郡瑞穂町新設のため
- 西多摩郡殿ヶ谷村 （1940年11月10日）西多摩郡瑞穂町新設のため
- 西多摩郡長岡村 （1940年11月10日）西多摩郡瑞穂町新設のため
- 南多摩郡小宮町 （1941年10月1日）八王子市に編入のため
- 東京市 （1943年7月1日）東京都制施行により東京府と合併、東京都新設のため
- （三宅支庁）神着村 （1946年10月1日）三宅村新設のため
- （三宅支庁）伊豆村 （1946年10月1日）三宅村新設のため
- （三宅支庁）伊ヶ谷村 （1946年10月1日）三宅村新設のため
- 麹町区 （1947年3月15日）千代田区新設のため
- 神田区 （1947年3月15日）千代田区新設のため
- 日本橋区 （1947年3月15日）中央区新設のため
- 京橋区 （1947年3月15日）中央区新設のため
- 赤坂区 （1947年3月15日）港区新設のため
- 麻布区 （1947年3月15日）港区新設のため
- 芝区 （1947年3月15日）港区新設のため
- 四谷区 （1947年3月15日）新宿区新設のため
- 牛込区 （1947年3月15日）新宿区新設のため
- 淀橋区 （1947年3月15日）新宿区新設のため
- 小石川区 （1947年3月15日）文京区新設のため
- 本郷区 （1947年3月15日）文京区新設のため
- 下谷区 （1947年3月15日）台東区新設のため
- 浅草区 （1947年3月15日）台東区新設のため
- 本所区 （1947年3月15日）墨田区新設のため
- 向島区 （1947年3月15日）墨田区新設のため
- 深川区 （1947年3月15日）江東区新設のため
- 城東区 （1947年3月15日）江東区新設のため
- 荏原区 （1947年3月15日）品川区に編入のため
- 大森区 （1947年3月15日）大田区新設のため
- 蒲田区 （1947年3月15日）大田区新設のため
- 王子区 （1947年3月15日）北区新設のため
- 滝野川区 （1947年3月15日）北区新設のため

## 1950年代
- 西多摩郡青梅町 （1951年4月1日）青梅市新設のため
- 西多摩郡霞村 （1951年4月1日）青梅市新設のため
- 西多摩郡調布村 （1951年4月1日）青梅市新設のため
- （小笠原支庁）大村 （1952年4月28日）サンフランシスコ講和条約発効により廃止
- （小笠原支庁）扇村袋沢村 （1952年4月28日）サンフランシスコ講和条約発効により廃止
- （小笠原支庁）沖村 （1952年4月28日）サンフランシスコ講和条約発効により廃止
- （小笠原支庁）北村 （1952年4月28日）サンフランシスコ講和条約発効により廃止
- （小笠原支庁）硫黄島村 （1952年4月28日）サンフランシスコ講和条約発効により廃止
- 北多摩郡府中町 （1954年4月1日）府中市新設のため
- 北多摩郡西府村 （1954年4月1日）府中市新設のため
- 北多摩郡多磨村 （1954年4月1日）府中市新設のため
- 南多摩郡（旧）町田町 （1954年4月1日）南多摩郡町田町新設のため
- 南多摩郡南村 （1954年4月1日）南多摩郡町田町新設のため
- 北多摩郡昭和町 （1954年5月1日）昭島市新設のため
- 北多摩郡拝島村 （1954年5月1日）昭島市新設のため
- （八丈支庁）三根村 （1954年10月1日）八丈村新設のため
- （八丈支庁）樫立村 （1954年10月1日）八丈村新設のため
- （八丈支庁）中之郷村 （1954年10月1日）八丈村新設のため
- （八丈支庁）末吉村 （1954年10月1日）八丈村新設のため
- （八丈支庁）鳥打村 （1954年10月1日）八丈村新設のため
- （大島支庁）若郷村 （1954年11月1日）新島本村に編入のため
- 北多摩郡調布町 （1955年4月1日）調布市新設のため
- 北多摩郡神代町 （1955年4月1日）調布市新設のため
- 西多摩郡（旧）五日市町 （1955年4月1日）西多摩郡五日市町新設のため
- 西多摩郡増戸村 （1955年4月1日）西多摩郡五日市町新設のため
- 西多摩郡戸倉村 （1955年4月1日）西多摩郡五日市町新設のため
- 西多摩郡小宮村 （1955年4月1日）西多摩郡五日市町新設のため
- 西多摩郡東秋留村 （1955年4月1日）西多摩郡秋多町新設のため
- 西多摩郡西秋留村 （1955年4月1日）西多摩郡秋多町新設のため
- 西多摩郡多西村 （1955年4月1日）西多摩郡秋多町新設のため
- 西多摩郡氷川町 （1955年4月1日）西多摩郡奥多摩町新設のため
- 西多摩郡古里村 （1955年4月1日）西多摩郡奥多摩町新設のため
- 西多摩郡小河内村 （1955年4月1日）西多摩郡奥多摩町新設のため
- 西多摩郡吉野村 （1955年4月1日）青梅市に編入のため
- 西多摩郡三田村 （1955年4月1日）青梅市に編入のため
- 西多摩郡小曽木村 （1955年4月1日）青梅市に編入のため
- 西多摩郡成木村 （1955年4月1日）青梅市に編入のため
- 南多摩郡横山村 （1955年4月1日）八王子市に編入のため
- 南多摩郡元八王子村 （1955年4月1日）八王子市に編入のため
- 南多摩郡恩方村 （1955年4月1日）八王子市に編入のため
- 南多摩郡川口村 （1955年4月1日）八王子市に編入のため
- 南多摩郡加住村 （1955年4月1日）八王子市に編入のため
- 南多摩郡由井村 （1955年4月1日）八王子市に編入のため
- （大島支庁）元村 （1955年4月1日）大島町新設のため
- （大島支庁）岡田村 （1955年4月1日）大島町新設のため
- （大島支庁）泉津村 （1955年4月1日）大島町新設のため
- （大島支庁）野増村 （1955年4月1日）大島町新設のため
- （大島支庁）差木地村 （1955年4月1日）大島町新設のため
- （大島支庁）波浮港村 （1955年4月1日）大島町新設のため
- （八丈支庁）大賀郷村 （1955年4月1日）八丈村（即日町制、八丈町）に編入のため
- （八丈支庁）宇津木村 （1955年4月1日）八丈村（即日町制、八丈町）に編入のため
- 西多摩郡平井村 （1955年6月1日）西多摩郡日の出村新設のため
- 西多摩郡大久野村 （1955年6月1日）西多摩郡日の出村新設のため
- （三宅支庁）（旧）三宅村 （1956年2月1日）三宅村新設のため
- （三宅支庁）坪田村 （1956年2月1日）三宅村新設のため
- （三宅支庁）阿古村 （1956年2月1日）三宅村新設のため
- 南多摩郡日野町 （1958年2月1日）日野市新設のため
- 南多摩郡七生村 （1958年2月1日）日野市新設のため
- 南多摩郡町田町 （1958年2月1日）町田市新設のため
- 南多摩郡忠生村 （1958年2月1日）町田市新設のため
- 南多摩郡鶴川村 （1958年2月1日）町田市新設のため
- 南多摩郡堺村 （1958年2月1日）町田市新設のため
- 南多摩郡浅川町 （1959年4月1日）八王子市に編入のため

## 1960年代
- 北多摩郡砂川町 （1963年5月1日）立川市に編入のため
- 南多摩郡由木村 （1964年8月1日）八王子市に編入のため

## 1970年代 - 1980年代
この20年間に都内に廃止市区町村なし

## 1990年代
- 秋川市 （1995年9月1日）あきる野市新設のため
- 西多摩郡五日市町 （1995年9月1日）あきる野市新設のため

## 2000年代
- 田無市 （2001年1月21日）西東京市新設のため
- 保谷市 （2001年1月21日）西東京市新設のため